# Duczów Mały
Duczów Mały (niem. Klein Deutschen) – wieś w Polsce położona w województwie opolskim, w powiecie kluczborskim, w gminie Wołczyn.
W latach 1975–1998 miejscowość należała administracyjnie do województwa opolskiego.
Do wojewódzkiego rejestru zabytków wpisany jest park, XIX w.

## Historia
W XIX w. wieś posiadała pieczęć gminną, na której wizerunku przedstawiono  trzy gwiazdy, jedna nad dwiema.